# Dilong
Dilong (del mandarí: 帝 dì, 'emperador' i 龙 lóng, 'drac') és un gènere de dinosaure tiranosauroïdeu emplomat que visqué al Cretaci inferior (fa uns 130 milions d'anys). Les seves restes fòssils foren trobades a la formació de Yixian de la província Liaoning, a la Xina.
És un dels trianosauroïdeus més àntics que es coneix i presentava plomes. El nom de l'única espècie descrita d'aquest gènere, Dilong paradoxus, fa referència al parentesc que se li atribueix amb Tyrannosaurus rex, resulta paradoxal la seva petita mida i la inesperada presència de plomes.
S'aprecien plomes a les impressions de pell fossilitzada de la mandíbula i la cua. No s'hi veuen plomes desenvolupades com les de les aus modernes.
Dilong feia uns 1,6 m de longitud i hi ha constància de quatre esquelets més o menys complets.